# Vesna Trivalić
Vesna Trivalić (cirilica: Весна Тривалић), srbska igralka, * 13. marec 1965, Beograd.
Končala je Fakulteto dramskih umetnosti v Beogradu, nato pa se je posvetila igranju v celovečernih filmih, kjer povečini igra stranske vloge. Zaradi izjemne sposobnosti spreminjanja glasu Trivalićeva pogosto nastopa v televizijskih oglasih. 
Redko daje intervjuje in se skoraj ne pojavlja na televiziji. Od leta 2001 je poročena in ima enega sina.

## Izbrana filmografija
- Već viđeno (1987)
- Oktoberfest (1987)
- Bolji život (TV serija) (1991)
- Mi nismo anđeli (1992)
- Tito i ja (1992)
- Urnebesna tragedija (1994)
- Otvorena vrata (TV serija) (1994–2014)
- Zla žena (1998)
- Savior (1998)
- Rane (1998)
- Porodično blago (TV serija) (1998–2002)
- Rat uživo (2000)
- Život je čudo (2004)
- Mi nismo anđeli 2 (2005)
- Ljubav, navika, panika (TV serija) (2005)
- Čefurji raus! (2013)